# Ray Ruffels
Ray Ruffels, född 23 mars 1946 i Sydney, New South Wales, är en vänsterhänt tidigare professionell tennisspelare från Australien.

## Tenniskarriären
Ray Ruffels var lovande som junior och vann flera nationella titlar. Han utvecklades till en framstående spelare, framförallt skicklig i dubbel. Han vann flera dubbeltitlar tillsammans med landsmannen Allan Stone, först som amatör och från 1970 som professionell spelare (från 1972 ATP-proffs) på WCT-cirkusen. Som proffs vann han en singel- och 16 dubbeltitlar. Som spelare var han framförallt känd för sin hårda serve. 
Ray Ruffels vann en titel i Grand Slam-turneringen Australiska öppna, då han tillsammans med Allan Stone i december 1977 i dubbelfinalen besegrade John Alexander/Phil Dent med 7-6 7-6. Tillsammans med Stone vann han 1976 dubbeltiteln i US Pro. 
Ruffels deltog i det australiska Davis Cup-laget perioden 1968-70. Han uttogs som 22-åring vid en tidpunkt då de flesta ledande spelarna i hans hemland hade blivit professionella och inte längre var aktuella för landslaget. 
Han spelade totalt 10 matcher av vilka han vann fem. Hans allra första DC-framträdande för Australien var i the Challenge Round (världsfinalen) 1968 mot USA, ett möte som amerikanerna vann med 4-1 i matcher. Ruffels besegrades i sina singlar av Arthur Ashe (8-6 5-7 3-6 3-6) och Clark Graebner (6-3 6-8 6-2 3-6 1-6). Tillsammans med John Alexander spelade Ruffels också dubbelmatchen. Paret förlorade denna mot amerikanerna Stan Smith/Robert Lutz (4-6 4-6 2-6). Därmed var den segerrika period slut som börjat från 1950 under vilken tid Australien vann cup-titeln 15 gånger.

## Grand Slam-titlar
- Australiska öppna
  - Dubbel -1977-78 (med Allan Stone)

## Övriga titlar somATP-proffs
- Singel
  - 1976 - Perth
- Dubbel
  - 1977 - Perth
  - 1976 - Little Rock, Bangalore, Dayton, Boston
  - 1975 - Auckland, Baltimore, St. Louis, Dayton inomhus
  - 1972 - Québec WCT, Toronto WCT
  - 1971 - Auckland
  - 1970 - Merion, Buenos Aires, Phoenix.